# ایسوزو دی-مکس
ایسوزو دی-مکس (Isuzu D-Max) خودرویی است که از سال ۲۰۰۲ تا کنون در بوگوتا، کلمبیا، کوئیتو، اکوادور، تایلند، کاراکاس، ونزوئلا و فیلیپین تولید شده‌است.